# Lidmaň
Lidmaň (německy Lidman) je obec na Českomoravské vrchovině, jež leží v západní části okresu Pelhřimov v kraji Vysočina. Nachází se na spojnici mezi Pacovem a Kamenicí nad Lipou, 6 km východně od Černovic.
Správní území obce je tvořeno dvěma katastrálními územími, Lidmaň a Lidmaňka, o celkové výměře 1305 ha. Do správního území náleží vesnice Lidmaň, Lidmaňka, Bohutín, Hojava, Lhotka a Tvrziny. Žije zde 275 obyvatel, z toho zhruba sto jich žije ve zdejším Ústavu sociální péče.

## Poloha
Obec je dostupná po silnici III/12818 Pelhřimov – Černovice a na ní navazující silnici III/12819 od Kamenice nad Lipou. Nejbližší železniční zastávka je v Černovicích na úzkokolejné trati Jindřichův Hradec - Obrataň.
Zdejší území spadá do povodí řeky Želivky a je odvodňováno Cerekvickým potokem, který pramení jihozápadně od Lidmaně, na západním úbočí vrchu Bohutín (712 m), v nadmořské výšce kolem 675  metrů. V katastrálním území obce pramení Černovický potok, který teče na druhou stranu a je přítokem Lužnice. V okolí Lidmaně se nachází řada větších či menších rybníků.

## Historie
První písemná zmínka o obci pochází z roku 1359.

## Pamětihodnosti
- Kostel Narození Panny Marie
- Kaplička na návsi

## Části obce
- Lidmaň
- Bohutín
- Hojava
- Lidmaňka

## Významní rodáci
- Slavomil Hejný (1924–2001), botanik